# Osmar Donizete
Osmar Donizete Cândido dit Donizete est un footballeur brésilien né le 24 octobre 1968.